# Anthony McCarten
Anthony McCarten, né en 1961 à New Plymouth en Nouvelle-Zélande, est un romancier, scénariste et dramaturge néo-zélandais. Il vit à Londres et Los Angeles.

## Vie et carrière
En tant que scénariste et producteur de film, la dernière production de McCarten est Une merveilleuse histoire du temps et concerne la vie du professeur Stephen Hawking et sa première épouse, Jane Hawking. Il a d'abord entamé des discussions avec Jane Hawking, pour acquérir les droits de son autobiographie, Travelling to Infinity, en 2004, et peu de temps après a commencé à travailler sur un scénario qui s'est inspiré de son livre. Le film est prévu pour une sortie mondiale à la fin de 2014. En 2011, son adaptation de son propre roman Death of a Superhero a eu sa première mondiale au Festival du film de Toronto et a remporté Les Arcs European du Festival du film européen prix du public et prix du jeune jury, et le prix du public et «Mention spéciale» du Jury au Festival du film européen de Mamer-en-Mars. Il a eu sa première américaine au Tribeca Film Festival 2012. Avant cela, Via Satellite, dont il adapté de sa propre pièce de théâtre, et réalisé lui-même, a été invité à plusieurs festivals, notamment à Londres, Cannes, Toronto, Melbourne, Hawaï et Seattle. Son suivi en tant que scénariste/réalisateur, Show of Hands (2008), en première au Festival international du film de Montréal, était en sélection officielle au Festival du film de Shanghai 2009.
Les romans de McCarten ont été traduits en 14 langues. Son premier roman, Spinners (Picador, 2000), a été élu l'un des dix meilleurs romans de l'année par Esquire magazine. Son troisième roman, Death of a Superhero, a remporté le prix autrichien de la Littérature Jeunesse 2008 et a été finaliste pour le prix allemand de la Littérature Jeunesse 2008. "Not since Gunter Grass's The Tin Drum has the pains of growing up been rendered this powerfully." Blick, Zurich. "A fantastic novel and a small revolution for the literary form." Der Spiegel (en ligne).
La suite du roman, de cette histoire, In The Absence Of Heroes a été publié en 2012, et a été en finale pour le prix Nouvelle-Zélande de fiction en 2013 et a été sur la longue liste pour le prix littéraire Dublin international IMPAC en 2014. En 2013 est également venu Brilliance (Alma Books (UK), Hawthorne Books (USA), l'histoire de l'âge d'or de Thomas Edison, le célèbre inventeur de la première lampe à incandescence commercialement appicable, et son amitié transformée avec le géant du monde de la finance fin du XIXe siècle, J.P.Morgan.
En 2005, McCarten adapta son second roman, The English Harem, à l'écran. Ce roman a été diffusé sur ITV en décembre 2005.
Son quatrième roman, Show Of Hands, a été publié en Europe, et aux États-Unis par Simon and Schuster en 2009. McCarten a déjà réalisé l'adaptation sur grand écran, et le film a eu sa première mondiale au Festival des films du monde de Montréal en 2008, et il a été nommé comme meilleur film et meilleur réalisateur au Film Awards en Nouvelle-Zélande.
McCarten reçu très tôt un succès international avec sa pièce Ladies Night (en). Traduite en douze langues, elle reste en Nouvelle-Zélande la pièce au plus grand succès commercial de tous les temps, et en plus de huit tournées nationales, guichets fermés de la Grande-Bretagne, il continue à jouer dans le monde entier. En 2001, il a remporté le premier prix de théâtre de la France pour la comédie, le prix Molière.

## Travaux principaux

### Romans
- Objectif Zéro (Going Zero) (2023) Denoël (France), Harper (US), Diogenes (Allemagne)
- funny girl (2014) Diogenes (Allemagne), Piranha (France, 2015)
- Brilliance (2012) Alma Books (UK), Hawthorne Books (USA, 2013)
- In The Absence of Heroes (2012) Random House (NZ), Diogenes (Allemagne)
- Show of Hands (2008) Diogenes (Allemagne), Simon and Schuster (US), Random House (NZ)
- Death of a Superhero Alma Books (2006, 2007)
- The English Harem Picador (2002), reprinted (film-tie-in) Alma Books (2006)
- Spinners Random House New Zealand (1999) Harper Perennial (US) (2001)

### Films
- I Wanna Dance With Somebody (2022)
- Bohemian Rhapsody (2018)
- Les Heures sombres (Darkest Hour)  (2017) (également producteur)
- Une merveilleuse histoire du temps (2014)
- Death of a Superhero (2011)
- Show of Hands (2008)
- The English Harem (2005) (TV Adaptation)
- Via Satellite (1999)
- Fluff (1995) (Short)
- Nocturne in a Room (1992) (Short)

### Pièces
- The Pope. 2017
- funny girl. 2015
- Brilliance. 2014
- Invitation to a Second Class Carriage. Depot Theatre, Wellington, 1984.
- Yellow Canary Mazurka. Circa, 1987.
- Ladies Night (en). Avec Stephen Sinclair. Mercury, 1987.
- Pigeon English. Playwrights’ Workshop, 1988; Depot, 1989.
- Weed. Circa, 1990.
- Via Satellite. Circa, 1991, and the winner of the NZ Listener Best Play and Wellington Theatre Critics’ Best Production awards for 1991.
- Hang on a Minute, Mate. Downstage, 1992.
- Ladies Night 2. With Stephen Sinclair. Mercury, 1992.
- FILTH (Failed in London, Try Hong Kong). Circa, 1995.
- Four Cities alias Continental Breakfast. Los Angeles, 1996.

### Musicaux
- Death Of A Superhero (2014) Book by Anthony McCarten, Music by Paul Brown.

## Récompenses et distinctions

### Récompenses
- British Academy Film Awards 2015 : Meilleur scénario adapté pour Une merveilleuse histoire du temps
- Prix Barry 2024 du meilleur thriller pour Going Zero[1]

### Nominations
- Golden Globes 2020 : Meilleur scénario pour Les Deux Papes
- Oscars 2020 : Meilleur scénario adapté pour Les Deux Papes